# 明倫博物館
明倫博物館（めいりんはくぶつかん）は、1901年11月から1926年3月まで、名古屋市大曽根町にあった明倫中学校付属の自然博物館。尾張徳川家第18代当主・徳川義礼のとき、同家が同市中区門前町七ツ寺にあった愛知教育博物館を承継して、約5,000種の動植物や鉱物標本などを展示・保管し、また研究していたが、同家第19代当主・徳川義親のとき、東京での徳川生物学研究所新設や名古屋の土地資産の整理を背景に明倫中学校と併せて愛知県に移管され、1926年に廃館となった。標本の一部は1926年に旧制学習院博物学科に寄贈された。徳川邸内博物館、明倫中学附属博物館、博物研究館、徳川博物館など、様々な呼称がある。

## 設立
1901年（明治34年）11月に、名古屋市中区門前町七ツ寺にあった愛知教育博物館を継承し、前年4月に設立された明倫中学校の附属機関として発足。名古屋市大曽根町の尾張徳川家第18代当主・徳川義礼の邸内に開設され、明倫博物館と呼ばれた。

## 展開
1904年（明治37年）7月9日の台風で研究館の建物が大破。学校の予算では修繕できなかったため、1905年度から博物館は尾張徳川家の直営となって修繕が行われ、動物飼育を止め、植物園経営の拡大を目指した。
1909年（明治42年）3月、再開館し、翌4月16日に拡張された植物分科園・草花園とあわせて、再び明倫中学校の附属機関となった。
同年発行の市立明倫中学校の校友会誌『明倫』第15の「博物館沿革」によると、敷地面積は818坪で、研究館と陳列館の2棟があり、陳列館では鉱物約1340種、植物約1600種、動物約2000種、その他歴史風俗・工業品等の資料約2000点を収集していた。
博物館は明倫中学校の生徒のほか、一般の参観者や他校の団体参観を受け入れ、名古屋博物学会などへの会場提供も行なっていた。また研究機能を有していたことは当時としては画期的な運営だった。
1912年（大正元年）9月23日には、濃尾平野を襲った暴風雨により、博物館に再び大きな被害が出たため、明倫中学校は予算剰余金から修繕費用を支出した。

## 愛知県への移管
1917年（大正6年）6月に尾張徳川家は、明倫中学校の愛知県立学校への移管の方針を決定、同年11月7日に
- 校舎と向後10年間の経常費（年12千円）の寄附
- 5年以内の別地移転
- 学校の名称を変更しないこと

などの条件で松井茂愛知県知事と合意に到達、博物館事業も愛知県に移管されることになった。
- 研究博物館を含む私立中学校の経営は尾張徳川家にとっても大きな負担だったとみられている[8]。
- 明倫中学校では森本清蔵校長が尾張徳川家第19代当主・徳川義親との意見の対立を背景に、1916（大正5）年6月に辞職し宮崎県立宮崎中学校長に転任した後、校長が空席となっていた事情もあった[9]。
- また1917年以降、義親の下で尾張徳川家が名古屋に所有していた土地等の整理が大々的に行われており、明倫中学校・博物館の譲渡の際に同家は愛知県に1924（大正13）年3月31日までの別地移転を求めたが、これは移転後の土地の売却処分を前提とした要望だったとみられている[10]。
- 尾張徳川家側は、上述の事情により私学では教師を探すのが難しいことや、義親が東京府下に建設中だった生物学研究所の事業に注力することを移管の理由に挙げていた[11][8]。

1919年（大正8年）4月に明倫中学校は愛知県に移管されて「愛知県立明倫中学校」となり、明倫博物館は愛知県立明倫中学校付属博物館となった。

## 閉鎖
その後、愛知県は中学校の移転地・移転費用を確保できないとして、尾張徳川家に依頼して中学校校舎の敷地を譲渡してもらい、附属の博物館と植物園については移転先が得られないため廃止とされ、敷地は尾張徳川家に返還された。その際に、標本類は愛知県立明倫中学校に引き継がれた。
1926年（大正15年）3月2日に旧制学習院博物学科が愛知県立明倫中学校附属博物館から、動植物・岩石鉱物等の博物資料などの寄贈を受けた。
- 植物標本259点、動物標本8点の計267点、地質鉱物標本1349点、動物標本587点の受贈資料のリストが確認されており、植物標本についても確認されている以上の受け入れがあった可能性がある[14]。
- このうち、「北海道アイヌ人衣服及用具」8点、「台湾人衣服及用具」5点、「南洋土人衣服及用具」3点、「陶器太古品破片共」25点の民俗学関係資料は同学科の歴史地理標本室に回付され、同年9月に受贈登録された[13]。
- 学習院では1923年（大正12年）9月の関東大震災の際に、理科特別教室化学薬品室から出火して高等科・中等科の建物が焼失、博物学・歴史学の標本が全焼しており、各種標本充足の必要に迫られていたことから、学習院と縁故のあった徳川義親を通じて、標本類の寄贈が行なわれたものと考えられている[13]。

1926年3月末に明倫博物館は廃館となった。

## 関連文献
- 橋本, 佐保「学習院と『明倫中学校付属博物館』-旧制学習院歴史地理標本室移管資料を中心に」『学習院大学史料館紀要』第19号、学習院大学、2013年3月、17-30頁、NAID 110009632235。
- 徳川, 義宣「明倫博物館‐尾張徳川家の経営した博物館」『金鯱叢書』第14輯、徳川黎明会、1987年8月、305-360頁。